# احمد ییلدیریم
احمد ییلدیریم (انگلیسی: Ahmet Yıldırım؛ زادهٔ ۲۵ فوریهٔ ۱۹۷۴) بازیکن فوتبال اهل ترکیه است.
از باشگاه‌هایی که در آن بازی کرده‌است می‌توان به باشگاه فوتبال آنکارا اسپور، باشگاه فوتبال گالاتاسرای، باشگاه فوتبال آنکاراگوچو، باشگاه فوتبال آدانااسپور، باشگاه فوتبال بشیکتاش، باشگاه فوتبال فنرباغچه، باشگاه فوتبال سامسون‌اسپور، باشگاه ورزشی استانبول‌اسپور، و باشگاه ورزشی مالاتیااسپور اشاره کرد.
وی همچنین در تیم ملی فوتبال ترکیه بازی کرده‌است.